# Un infinito numero
Un infinito numero è un romanzo fantastico di ambientazione storica dello scrittore Sebastiano Vassalli, edito da Einaudi in tre edizioni: 1999, 2001 e 2015.
Il titolo del libro si riferisce a un pensiero del protagonista, Timodemo, il quale capisce, attraverso i suoi viaggi in Etruria e nel tempo, che la storia è destinata a ripetersi:
“Cosa verrà dopo il futuro?” “Tornerà il passato, cos'altro vuoi che succeda?"

## Trama
I secolo d.C. Timodemo è uno schiavo greco che, istruito come grammatico, viene portato a Napoli e acquistato da Virgilio per essere il suo segretario. Poco dopo, il poeta ottiene da Ottaviano Augusto l'incarico di scrivere un poema che celebri le origini di Roma; Mecenate, protettore della cultura e degli artisti della capitale, suggerisce a Virgilio di recarsi nella terra dei Rasna, da cui egli stesso proviene: è lì che, a suo dire, sono racchiusi i segreti della nascita di Roma. Accompagnati da una carovana di variopinti personaggi, i tre si mettono in viaggio.
Il gruppo raggiunge le città di Surina e di Arezzo, scoprendo una terra sconvolta dalla guerra tra Antonio e Ottaviano. In seguito si recano alla città sacra di Sacni: in attesa di poter incontrare il sacerdote del dio Velthune, dio della vita, visitano il suo tempio e quelli dedicati a Northia, personificazione del tempo, e Mantus, dio della morte e dell'oltretomba. Nei sotterranei di quest'ultimo, Mecenate, Timodemo e Virgilio vivranno un'esperienza catabatica, un soprannaturale viaggio nel passato in cui rivivono l'"infinito numero" di tutte le loro vite pregresse. I tre assistono alla fuga da Troia di Enea e dei suoi compagni, i Lidi; rivedono i troiani sbarcare sulle coste del Lazio e fare strage della popolazione autoctona. Si rendono dunque conto che l'origine di Roma, da sempre esaltata nei miti di fondazione, nasconde una realtà tragica e cruenta: perfino Enea non è un uomo aitante ed eroico, ma un individuo grassoccio e dispotico. Questa visione sconvolge i loro animi.
Mecenate, Virgilio e Timodemo riescono a incontrare il sommo sacerdote Aisna, al quale domandano come mai una civiltà evoluta come quella dei Rasna, che conosce e padroneggia la scrittura, non abbia una propria letteratura. Aisna risponde loro che, nella mentalità etrusca, la parola scritta è un segnale di morte. Per dimostrare il potere distruttivo della scrittura, il sacerdote scrive il proprio nome, quello della madre Ramutha e della bellissima Velia, di cui Mecenate si è innamorato: entro il giorno seguente questi personaggi moriranno. L'introduzione della scrittura nella civiltà Rasna coincide dunque col suo inevitabile declino.
Il gruppo fa ritorno a Roma, dove Virgilio è sottoposto alle pressanti richieste di Ottaviano per la realizzazione dell'Eneide, ma continua ad apportare modifiche perché il suo lavoro non lo soddisfa. Negli ultimi mesi della sua vita, il poeta si reca ad Atene per incontrare il principe e comunicargli l'intenzione di non pubblicare il poema, poiché le storie in esso narrate non corrispondono alla realtà: Roma appartiene infatti alla storia dei Rasna. Questa dichiarazione manda Ottaviano su tutte le furie: Virgilio cade in disgrazia e morirà prima di completare l'opera.
Dopo la morte del suo padrone Timodemo tenta, insieme al servo Marittimo, di mettere in salvo i manoscritti superstiti dellEneide, ma i due vengono scoperti: Marittimo viene catturato e crocifisso, e i libri vengono pubblicati per volontà di Lucio Vario Rufo e Plozio Tucca; questo crea il falso mito di Enea quale modello di virtù ed eroismo, mettendo in ombra la sua vera identità di crudele genocida. Timodemo sfugge alla condanna a morte impostagli da Augusto, assumendo una nuova identità e rifugiandosi in una sperduta fattoria dell'Apulia, dove continua in segreto a coltivare la passione per la letteratura.

## Edizioni
- Sebastiano Vassalli, Un infinito numero, Einaudi, 1999, ISBN 88-06-14745-5.